# Micromaldane nutricula
Micromaldane nutricula är en ringmaskart som beskrevs av Rouse 1990. Micromaldane nutricula ingår i släktet Micromaldane och familjen Maldanidae. Inga underarter finns listade i Catalogue of Life.